# Wasserbillig
Wasserbillig (luxemburgués, Waasserbëlleg) es una ciudad en el municipio de Mertert, en Luxemburgo meridional. Wasserbillig tiene 2.186 habitantes (2005), lo que hace de él la ciudad más grande de Mertert. Queda en la confluencia de los ríos Mosela y Sauer, que forman el límite con Alemania en la ciudad. Wasserbillig es el asentamiento más bajo en Luxemburgo, a 132 m s. n. m.
A pesar de su pequeña población, Wasserbillig es la sede de la mayor gasolinera de ExxonMobil, que sirve a la autopista A1, que lleva a Alemania. Esto se debe a que los impuestos sobre el combustible son extremadamente bajos en Luxemburgo, por lo que es muy ventajoso para los motoristas y camioneros llenar sus depósitos antes de cruzar la frontera. El área de servicio es de manera similar un gran punto de venta de tabaco, café y chocolate.